# Retroactividad
En derecho, la retroactividad es la aplicación de nuevas normas a actos jurídicos, hechos pasados o previos a la ley. Debido al principio de seguridad jurídica que protegen la certidumbre sobre los derechos y obligaciones, por regla general la ley no es retroactiva y solo regula hechos posteriores a su sanción. Sin embargo, una ley puede ser retroactiva y regular hechos anteriores a su sanción, cuando así lo disponga expresamente. Cuando una ley es retroactiva, quiere decir que independientemente de cuándo se cometió el acto a juzgar, si hay una ley posterior en contra de ese acto, se le sancionará o aplicará la misma. Los sistemas jurídicos modernos suelen establecer que la aplicación retroactiva de las leyes no puede afectar derechos adquiridos o amparados por garantías constitucionales.

## Irretroactividad penal
En Derecho penal rige el principio de irretroactividad, que busca proteger a los ciudadanos de que se les pueda sancionar a posteriori por un acto que cuando fue realizado no estaba prohibido. También se aplica el principio de irretroactividad cuando, durante el proceso, se dicta una ley más gravosa para el imputado, en cuyo caso la ley derogada mantiene su vigencia por ser más benigna. A esto último se lo denomina ultraactividad de la ley penal.
Dicha irretroactividad, sin embargo, no es absoluta, ya que solo afecta a aquellas normas que perjudiquen al imputado, acusado o condenado, pero no a aquellas que le beneficien. Por lo tanto, si un delito es derogado por una ley posterior, o recibe una pena menor, se puede y se debe aplicar la normativa que le sea más beneficiosa por principio de favorabilidad penal.

## Retroactividad de la legislación franquista tras la guerra civil
Tras el final de la guerra civil española en 1936, el régimen franquista dictó una serie de normas de carácter punitivo que violaban el principio de la irretroactividad penal. La Ley de Responsabilidades Políticas promulgada en febrero de 1939 castigaba conductas anteriores (del 1 de octubre de 1934 en adelante) y que en su momento no constituían delito. De igual manera sucedió con la Ley sobre represión de la masonería y del comunismo dictada en 1940 que reconocía como delitos la pertenencia a la masonería y a organizaciones comunistas durante la Segunda República,mucho antes de la promulgación de la ley.